# Стадион «Партизана»
Стадион «Партизана» — футбольный и легкоатлетический стадион в Белграде, принадлежащий футбольному клубу «Партизан». Находится в белградском районе Аутокоманда.
Долгое время носил имя «Стадион JHA» (Стадион Югославской народной армии) и был местом проведения парадов во время Дня Молодежи. Официальное открытие состоялось 9 октября 1949 года, матчем между командами Югославии и Франции. До принятия новых норм по безопасности УЕФА вместимость стадиона составляла 55 000 зрителей, после приведения стадиона к новым требованиям в 1998 году она сократилась до 32 710 зрителей. Трибуны стадиона насчитывают 30 рядов в высоту и оборудованы 30 выходами для зрителей. Максимальное возвышение трибун — 21 метр. Габариты стадиона — 236 метров с юга на север и 150 метров с запада на восток. Мощность освещения составляет 1200 люкс.